# Hisaichi Ishii
Hisaichi Ishii (いしい ひさいち or 石井 壽一 Ishii Hisaichi?, 2 de septiembre de 1951 in Tamano, Prefectura de Okayama, Japón) es un artista de manga Japonés. Es conocido fuera de Japón por su manga Nono-chan, Que se hizo en la película de Studio Ghibli Mis vecinos los Yamada. Los temas que cubre el manga de Ishii incluye basketball (en el cual debutó), política, economía, actualidad y temas de filosofía. Es conocido por sus caricaturas extremas de conocidas celebridades y gente muy conocida incluyendo Kōichi Tabuchi (un pitcher en básquetbol en Japón), Kim Jong-il, y Tsuneo Watanabe (director ejecutivo de Yomiuri Shimbun Holdings y dueño de Yomiuri Shimbun).
Ishii se graduó en sociología en la Universidad de Kansai (Osaka).

## Trabajos
Enlistados alfabéticamente
- B-gata Heiji Torimonochō (B型平次捕物帳?)
- Baito-kun (debut professional work)
- Bungō Junjū (文豪春秋?)
- Chiteijin (地底人?)
- Comical Mystery Tour (コミカル・ミステリー・ツアー Komikaru Misuterī Tsuā?)
- Daimondai (大問題?)
- Dotabata Party (ドタバタぱぁティー Dotabata Pātī?)
- Doughnuts Books
- Ganbare!! Tabuchi-kun!! (がんばれ!!タブチくん!! Ganbare!! Tabuchi-kun!!?)
- Ganzen no Teki (眼前の敵?)
- Gendai Shisō no Sōnanja-tachi (現代思想の遭難者たち?)
- Gokiburi Shinbun (ゴキブリ新聞?)
- Hmph! (フン! Fun!?)
- Hon no Issatsu (ほんの一冊?)
- Hon no Hondana (ほんの本棚?)
- Ishii Hisaichi's CNN
- Ishii Hisaichi no Keizaigairon (いしいひさいちの経済外論?)
- Ishii Hisaichi no Mondaigairon (いしいひさいちの問題外論?)
- Ishii Hisaichi no Taiseikai (いしいひさいちの大政界?)
- Kagami no Kuni no Sensō (鏡の国の戦争?)
- Makamaka Mangaman (まかまか漫マン?)
- Ninja Mugeichō (忍者無芸帖?)
- Non-Career Woman (ノンキャリウーマン Nonkyari Ūman?)
- Nono-chan (formerly titled My Neighbors the Yamadas)
- Odoru Taisekai (踊る大政界?)
- Ojaman ga Yamada-kun
- Ōsaka 100en Seikatsu Baito-kun Tsūshin (大阪100円生活バイトくん通信?)
- Scrapstic (スクラップスチック Sukurappusuchikku?)
- Shin Ninja Mugeichō (新忍者無芸帖?)
- Tonari no Nono-chan (となりのののちゃん?)
- Wai wa Asashio ya (ワイはアサシオや?)
- Watashi ni wa Mukanai Shokugyō (女（わたし）には向かない職業?)
- Watashi wa Neko de Aru (わたしはネコである?)
- Watashi wa Neko de Aru Satsujin Jiken (わたしはネコである殺人事件?)

Sources:

## Páginas Externas
- Hisaichi Ishii en Internet Movie Database (en inglés).

- Datos: Q3136470